# Chia-Chiao Lin
Chia-Chiao Lin (em chinês: 林家翘; Pinyin: Lín Jiaqiào) (Fuzhou, 7 de julho de 1916 — 13 de janeiro de 2013) foi um matemático chinês.
Recebeu o Prêmio Otto Laporte de 1973 e o primeiro Prêmio Dinâmica dos Fluidos (1979). Recebeu a Medalha Timoshenko de 1975.